# Tazlău
Tazlău is een Roemeense gemeente in het district Neamț.
Tazlău telt 2996 inwoners.